# Jörgen Tholin
Jörgen Tholin, född 6 september 1956 i Örby, Västergötland, är en svensk pedagogisk forskare vid Göteborgs universitet. Han är för närvarande rektorsråd vid Mälardalens universitet. Han har varit huvudsekreterare i utbildningsvetenskap vid Vetenskapsrådet 2018-2021. Under tiden 2017-2018 var hans prorektor vid Högskolan i Borås, där han också under åren 2003-2009 var vicerektor. Mellan 2012 och 2017 var han universitetsdirektör vid Göteborgs universitet. Mellan 2009 och 2012 var Jörgen Tholin rektor för Högskolan på Gotland. 
1984 avlade Jörgen Tholin ämneslärarexamen vid Göteborgs universitet i ämnena svenska, engelska och historia. Han arbetade 1984 – 2003 som grundskolläraren i Ulricehamns kommun och kom då att engagera sig i organisatoriska och didaktiska frågor kring språkundervisning. Han var under perioden 1999-2003 ordförande i LMS – Riksföreningen för lärarna i moderna språk, ordförande i NBR (Nordisk – Baltisk språklärarfederation) 1999 – 2004 och styrelseledamot i Världsspråklärarorganisation FIPLV (Fédération des Professeurs de Langues Vivantes) 2000 – 2004. Under denna period skrev han också läroböcker i engelska för grundskolans högstadium, A Piece of Cake, tillsammans med Rigmor Eriksson och Moira Linnarud.
1997 kom han till lärarutbildningen vid Högskolan i Borås. Under åren 2003 – 2009 var han vicerektor med ansvar för grundutbildningsfrågor vid Högskolan i Borås.
Jörgen Tholin arbetade under sin tid som rektor för Högskolan på Gotland, 2009-2012, med att genomföra högskolans utbildningsmodell Liberal Education. Han har också i olika sammanhang debatterat frågor om distansundervisning och frågor om antagning till högre utbildning, inte minst högskoleprovets roll. Högskolan på Gotland hade sedan 2006 ett nära samarbete med Uppsala universitet, och efter utredningar om högskolan framtid föreslog Jörgen Tholin till högskolestyrelsen att Högskolan på Gotland ska gå samman med Uppsala universitet, något som också skedde den 1 juli 2013, efter att rektorerna för de båda lärosätena lämnat en hemställan om samgående till regeringen den 24 april 2012.
Under perioden 2012-2017 var han universitetsdirektör vid Göteborgs universitet och 2018-2021 huvudsekreterare i utbildningsvetenskap vid Vetenskapsrådet.
Jörgen  Tholin har haft två utredningsuppdrag för regeringen. Tillträdesutredningen 2016-2017 med uppdrag att göra en översyn av hela systemet för tillträde till sådan högskoleutbildning som påbörjas på grundnivå och som vänder sig till nybörjare och lämna förslag till ett öppnare och enklare system. Betygsutredningen 2018-2020 med uppdrag att utreda och föreslå hur ämnesbetyg kan införas i gymnasieskolan och gymnasiesärskolan. I uppdraget ingick även att utreda och lämna förslag på justeringar i betygssystemet för alla skolformer.

## Forskning
Jörgen Tholins forskning handlar om bedömning och betygsättning. Han disputerade 2006 vid Göteborgs universitet med avhandlingen Att kunna klara sig i ökänd natur som behandlar frågan om hur skolor formulerar lokala arbetsplaner och betygskriterier att använda i betygsättning för elever i årskurs åtta. Tillsammans med Annakarin Lindqvist har han gjort en genomlysning av det svenskengelska språkvalet i grundskolan på uppdrag av Skolverket. I rapporten Språkval svenska/engelska på grundskolan – en genomlysning från 2009 riktas mycket hård kritik mot hur denna variant av språkval har utformats på skolorna. Kritiken ledde till att Skolverket 2011 till Utbildningsdepartementet föreslog att avskaffa svenskengelska som språkval. Utbildningsdepartementet har dock inte gjort några förändringar i språkvalet.

## Uppdrag
- Särskild utredare Betygsutredningen 2018-2020
- Särskild utredare Tillträdesutredningen 2017-2018
- Ordförande i SUHFs Expertgrupp för forskningsadministrativa frågor
- Ordförande i UHRs Ämnesråd
- Ledamot i Universitetskanslersämbetets rektorsråd
- Ledamot i IMHE Governing Board
- Tidigare ledamot i Länsstyrelsens insynsråd, Gotlands län.[2]
- Tidigare ordförande i Nämnden för ämneslärarutbildningen, Lunds universitet och Högskolan Kristianstad.[3]
- Tidigare ledamot i styrelsen för Verket för Högskoleservice, VHS
- Tidigare ledamot i insynsrådet för Högskoleverket